# 1982年のル・マン24時間レース

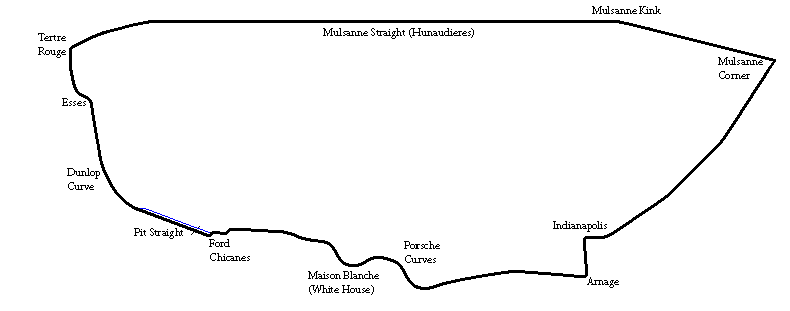
1982年のコース

1982年のル・マン24時間レース（24 Heures du Mans 1982 ）は、50回目のル・マン24時間レースであり、1982年6月19日から6月20日にかけてフランスのサルト・サーキットで行われた。新たにグループCで競われるようになるなど大きな節目となった。

## 概要
この年からル・マン24時間レースはグループCの車両によって争われることになる旨1981年に発表された。参加車両があまりに少なくなることを防ぐため、グループ6も排気量2,000ccを限度として参加を認められた。実際にはグループCの車両が参加車57台中ほぼ半数の28台または29台を占めた。
使用可能燃料は2,600リットルとされた。

### グループC
前年優勝し本命のポルシェはポルシェ・956を新たに作成した。前年優勝したポルシェ・935/81と同じ935/76型2,649ccツインターボエンジンで出力は650PS/8,200rpm。重量は820kgであった。
アストンマーティンはローラT70系のシャシを使用したため31号車が1,047kg、32号車が1,051kgとやや重かった。
ローラ・T610、フォード・C100、ザウバー・SHS、ロンドー・M379など各社が作成した車両の多くはフォード・コスワース・DFLエンジンを使用、3,955cc自然吸気で550PS/9,000rpmとも言われたが燃費との兼ね合いで8,000-8,500rpmに抑えて使用された。
フランスの小コンストラクターWMから、市販のプジョー製2,849ccV型6気筒PRV型エンジンをベースに4バルブ化しKKK製ターボを2個装着し540PSを発生するエンジンを積んだWM-P82が出場した。

### グループ6
ランチアがLC1で出場した。ベータ・モンテカルロ用直列4気筒1,425ccエンジンにターボを2個装着し450PS/9,000rpmとエンジンパワーでは劣るものの、多くのグループCカーが850kg以上ある中で640kgの軽量と信頼性で唯一ポルシェのライバルになり得ると目された。

### IMSA-GTX
マツダは完走を目標としトム・ウォーキンショーとチームを組みマツダ・RX-7・254を2台投入した。

## 予選
出走は55台。
6月16日と6月17日の夕方から4時間ずつ、合計8時間に渡り行なわれた。
始まって2時間もしないうちに本命のジャッキー・イクス/デレック・ベル組が前年のタイムを11秒も上回る3分28秒40を記録して残り時間をセッティングとデータ取りに費やし、これがポールポジションになった。
ランチア・LC1は3分31秒42で4位であった。
グループCカーの多くはトラブルが出て修正や調整に追われた。
マツダは82号車が4分4秒74で50位、83号車が4分11秒29で53位とし、決勝に進出した。

## 決勝
15時57分、ペースカーが少しばかり速く1周したようだったが問題なくスタートした。
ランチア・LC1は出場した2台ともが燃料ポンプのトラブルで順位を落とし、その後もピットインを繰り返してスタートわずか1時間過ぎの時点で最下位付近まで沈み、優勝争いから脱落した。結局1台が9時間目にエンジントラブル、もう1台は電気系のトラブルでリタイアとなっている。
各チームとも予選のデータで次のピットインまでの周回数を決めたが必ずしもデータ通りに行かず、ガス欠でコースサイドに停車しピットまでドライバーが押して帰る車両が序盤から見られ、ガス欠リタイヤも4台出た。
序盤こそ燃費の良いDFLエンジンの強みを生かしてフォード・C100、ザウバー・SHS、ロンドー・M379がポルシェ・956に先行する場面もあったがトラブルによって順位を落とし、夜が明ける頃にはポルシェ・956が上位を占めた。
ポルシェに関する懸念は燃費だけだったが、過給圧を通常のレースでの設定1.2バールから1.1バールへ下げており、明るくなっても予選より10秒程しか落ちないペースで問題なく走り続けた。
マツダは82号車が明け方にリアダンパーを交換、朝9時にトランスミッショントラブルが起きたがこれを1時間でオーバーホールしてコースに復帰、12時間経過時点で16位であった。83号車は12時間経過時点で12位まで順位を上げていたが、14時間目に燃料系のトラブルで停車しリタイヤとなった。

## 結果
完走は18台。

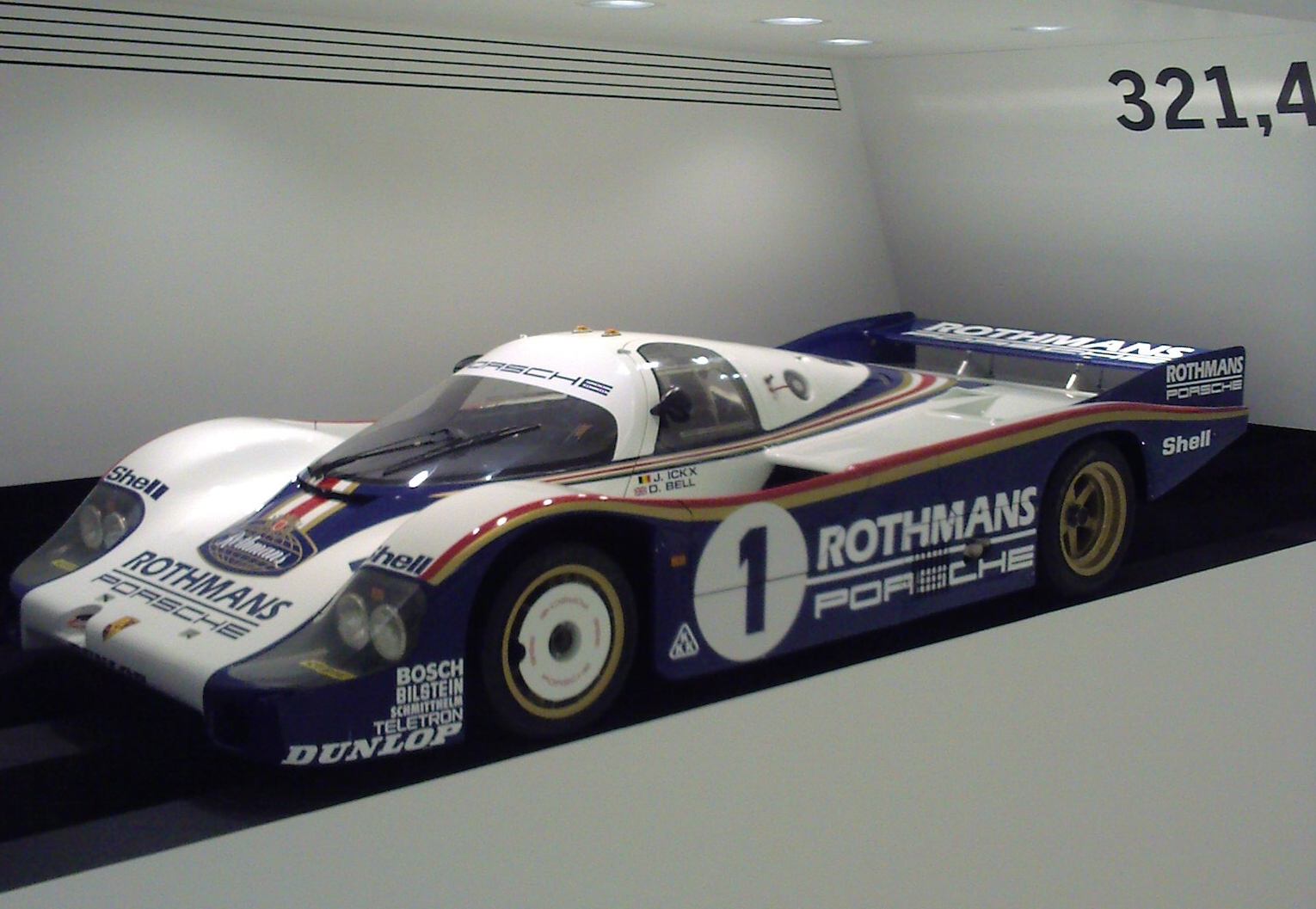
優勝したポルシェ・956

ジャッキー・イクス/デレック・ベル組のポルシェ・956、1号車が24時間で4899.086kmを平均速度204.128km/hで走って優勝した。ポルシェ・ワークスは2号車、3号車とゼッケン番号順に表彰台を独占し、結局ポルシェだけで5位までを占めた。トップ3台は最後のピットインをレース終了30分程前に済ませるとデモンストレーション走行のようにペースを上げたり下げたりしながら連なって走るなど余裕の勝利であり、規定変更にも関わらず主役はポルシェのままであるばかりか、却って盤石になった印象を与えた。
マツダの82号車は残り10分となったところで最後のドライバーとして走っていた寺田陽次郎が燃料系のトラブルが発生した疑いを持ち、万が一にも完走できなくなるのを防ぐためゴールライン直前フォードシケインで停車してトップのゴールを待ち、トップが最後の周回に入ったところでエンジンを再始動、マツダ初の完走を総合14位、IMSA-GTXクラス6位で遂げた。
アストンマーティンは重かった上に15時間目には12位だったにも関わらずそこから追い上げて32号車が総合7位、クラス4位に入賞した。
| 順位   | クラス   | 号車 | チーム                                            | ドライバー                                                                        | シャシ                                               | タイヤ | 周回数 |
| 順位   | クラス   | 号車 | チーム                                            | ドライバー                                                                        | エンジン                                             | タイヤ | 周回数 |
| ------ | -------- | ---- | ------------------------------------------------- | --------------------------------------------------------------------------------- | ---------------------------------------------------- | ------ | ------ |
| 1      | Gr.C     | 1    | ロスマンズポルシェシステム                        | - ジャッキー・イクス - デレック・ベル                                             | ポルシェ・956                                        | D      | 359    |
| 1      | Gr.C     | 1    | ロスマンズポルシェシステム                        | - ジャッキー・イクス - デレック・ベル                                             | ポルシェ・935/76型2,649cc水平対向6気筒ターボ         | D      | 359    |
| 2      | Gr.C     | 2    | ロスマンズポルシェシステム                        | - ヨッヘン・マス - ヴァーン・シュパン                                             | ポルシェ・956                                        | D      | 356    |
| 2      | Gr.C     | 2    | ロスマンズポルシェシステム                        | - ヨッヘン・マス - ヴァーン・シュパン                                             | ポルシェ・935/76型2,649cc水平対向6気筒ターボ         | D      | 356    |
| 3      | Gr.C     | 3    | ロスマンズポルシェシステム                        | - ハーレイ・ヘイウッド - アル・ホルバート - ユルゲン・バルト                      | ポルシェ・956                                        | D      | 340    |
| 3      | Gr.C     | 3    | ロスマンズポルシェシステム                        | - ハーレイ・ヘイウッド - アル・ホルバート - ユルゲン・バルト                      | ポルシェ・935/76型2,649cc水平対向6気筒ターボ         | D      | 340    |
| 4      | IMSA GTX | 79   | ジョン・フィッツパトリック・レーシング            | - ジョン・フィッツパトリック - デイビッド・ホッブス                               | ポルシェ・935/78                                     | G      | 329    |
| 4      | IMSA GTX | 79   | ジョン・フィッツパトリック・レーシング            | - ジョン・フィッツパトリック - デイビッド・ホッブス                               | ポルシェ・935型2.7リットル水平対向6気筒ターボ        | G      | 329    |
| 5      | IMSA GTX | 78   | クック・レーシング・BP                            | - ダニー・スノベック - フランソワ・サヴァーニン - ルネ・メッジ                    | ポルシェ・935K3                                      | G      | 325    |
| 5      | IMSA GTX | 78   | クック・レーシング・BP                            | - ダニー・スノベック - フランソワ・サヴァーニン - ルネ・メッジ                    | ポルシェ・935型2.8リットル水平対向6気筒ターボ        | G      | 325    |
| 6      | IMSA GTX | 70   | プランシング・ホース・ファーム・レーシング        | - ピエール・デュドネ - カーソン・ベアード - ジャン＝ポール・リベール              | フェラーリ・512BB/LM                                 | M      | 322    |
| 6      | IMSA GTX | 70   | プランシング・ホース・ファーム・レーシング        | - ピエール・デュドネ - カーソン・ベアード - ジャン＝ポール・リベール              | フェラーリ・4,942cc180度V型12気筒                    | M      | 322    |
| 7      | Gr.C     | 32   | ヴァイカウント・ダウン・ペース・ペトロリアム      | - レイ・マロック - サイモン・フィリップス - マイク・サロモン                      | ニムロッド・NRA/C2                                   | A      | 317    |
| 7      | Gr.C     | 32   | ヴァイカウント・ダウン・ペース・ペトロリアム      | - レイ・マロック - サイモン・フィリップス - マイク・サロモン                      | アストンマーティン-Tickford・DP1229型5,340ccV型8気筒 | A      | 317    |
| 8      | Gr.5     | 60   | Charles Ivey Racing                               | - ジョン・クーパー - ポール・スミス - クロード・ブルゴーニ                        | ポルシェ・935K3                                      | D      | 316    |
| 8      | Gr.5     | 60   | Charles Ivey Racing                               | - ジョン・クーパー - ポール・スミス - クロード・ブルゴーニ                        | ポルシェ・935型3.1リットル水平対向6気筒ターボ        | D      | 316    |
| 9      | IMSA GTX | 72   | NART                                              | - アラン・クディーニ - ジョン・モートン - ジョン・ポールJr.                       | フェラーリ・512BB/LM                                 | D      | 306    |
| 9      | IMSA GTX | 72   | NART                                              | - アラン・クディーニ - ジョン・モートン - ジョン・ポールJr.                       | フェラーリ・4,942cc180度V型12気筒                    | D      | 306    |
| 10     | Gr.C     | 25   | プリマガス                                        | - ピエール・イヴェール - ブルーノ・ソッティ - ルシアン・グイッテニー              | ロンドー・M379C                                      | A      | 306    |
| 10     | Gr.C     | 25   | プリマガス                                        | - ピエール・イヴェール - ブルーノ・ソッティ - ルシアン・グイッテニー              | フォード・コスワース・DFV型2,993ccV型8気筒           | A      | 306    |
| 11     | IMSA GTX | 77   | ギャレットソン・デベロップメンツ                  | - アン・シャルロット・ベルネイ - ボブ・ギャレットソン - レイ・ラトクリフ          | ポルシェ・935K3                                      | G      | 299    |
| 11     | IMSA GTX | 77   | ギャレットソン・デベロップメンツ                  | - アン・シャルロット・ベルネイ - ボブ・ギャレットソン - レイ・ラトクリフ          | ポルシェ・935型2.8リットル水平対向6気筒ターボ        | G      | 299    |
| 12     | Gr.5     | 66   | - ジャン＝マリー・レメルレ - シルヴァマ・モーター | - ジャン＝マリー・レメルレ - マックス・コーエンオリバー - ジョー・カステヤーノ    | ランチア・ベータ・モンテカルロ                       | D      | 295    |
| 12     | Gr.5     | 66   | - ジャン＝マリー・レメルレ - シルヴァマ・モーター | - ジャン＝マリー・レメルレ - マックス・コーエンオリバー - ジョー・カステヤーノ    | ランチア・1,425cc直列4気筒ターボ                     | D      | 295    |
| 13     | Gr.4     | 90   | リチャード・クレアー・レーシング                  | - リチャード・クレアー - トニー・ドロン - リチャード・ジョーンズ                  | ポルシェ・934                                        | D      | 293    |
| 13     | Gr.4     | 90   | リチャード・クレアー・レーシング                  | - リチャード・クレアー - トニー・ドロン - リチャード・ジョーンズ                  | ポルシェ・3.3リットル水平対向6気筒ターボ             | D      | 293    |
| 14     | IMSA GTX | 82   | マツダスピード                                    | - 寺田陽次郎 - 従野孝司 - アラン・モファット                                      | マツダ・RX-7 254                                     | D      | 282    |
| 14     | IMSA GTX | 82   | マツダスピード                                    | - 寺田陽次郎 - 従野孝司 - アラン・モファット                                      | マツダ・13B型1,308cc2ローター                        | D      | 282    |
| 15     | Gr.C     | 38   | ビシー                                            | - クリスチャン・ビシー - パスカル・ウィットメアー - ベルナール・ド・ドライヴァー  | ロンドー・M382                                       | D      | 279    |
| 15     | Gr.C     | 38   | ビシー                                            | - クリスチャン・ビシー - パスカル・ウィットメアー - ベルナール・ド・ドライヴァー  | フォード・コスワース・DFL型3.3リットルV型8気筒       | D      | 279    |
| 16     | IMSA GTO | 87   | B.F.グッドリッチ                                  | - ジム・バスビー - ドク・バンディ - マルセル・ミニョー                            | ポルシェ・924カレラGTR                               | BF     | 273    |
| 16     | IMSA GTO | 87   | B.F.グッドリッチ                                  | - ジム・バスビー - ドク・バンディ - マルセル・ミニョー                            | ポルシェ・M31/70型1,983cc直列4気筒ターボ             | BF     | 273    |
| 17     | IMSA GTO | 81   | ストラトグラフ                                    | - ビリー・ハーガン - ジェネ・フェルトン                                           | シボレー・カマロ                                     | G      | 269    |
| 17     | IMSA GTO | 81   | ストラトグラフ                                    | - ビリー・ハーガン - ジェネ・フェルトン                                           | シボレー・5.7リットルV型8気筒                        | G      | 269    |
| 18     | Gr.5     | 61   | トタル                                            | - ローラン・エネック - ミシェル・ガブリエル - フランコ・ガスパレッティ            | BMW・M1グループ5                                     | ?      | 259    |
| 18     | Gr.5     | 61   | トタル                                            | - ローラン・エネック - ミシェル・ガブリエル - フランコ・ガスパレッティ            | BMW・M88型3,453cc直列6気筒                           | ?      | 259    |
| 19 NC  | IMSA GTO | 80   | ストラトグラフ                                    | - ディック・ブルックス - ハーシェル・マクグリフ - トム・ウィリアムス              | シボレー・カマロ                                     | G      | 141    |
| 19 NC  | IMSA GTO | 80   | ストラトグラフ                                    | - ディック・ブルックス - ハーシェル・マクグリフ - トム・ウィリアムス              | シボレー・5.7リットルV型8気筒                        | G      | 141    |
| 20 DNF | Gr.C     | 4    | ベルガ・チーム・ヨーストレーシング                | - ボブ・ウォレク - ジャン＝ミシェル・マルタン - フィリップ・マルタン              | ポルシェ・936C                                       | D      | 320    |
| 20 DNF | Gr.C     | 4    | ベルガ・チーム・ヨーストレーシング                | - ボブ・ウォレク - ジャン＝ミシェル・マルタン - フィリップ・マルタン              | ポルシェ・935型2.5リットル水平対向6気筒ターボ        | D      | 320    |
| 21 DNF | IMSA GTX | 62   | エムカ・プロダクション                            | - スティーブ・オルーク - リチャード・ダウン - ニック・メイスン                    | BMW・M1グループ5                                     | D      | 266    |
| 21 DNF | IMSA GTX | 62   | エムカ・プロダクション                            | - スティーブ・オルーク - リチャード・ダウン - ニック・メイスン                    | BMW・M88型3,453cc直列6気筒                           | D      | 266    |
| 22 DNF | Gr.5     | 65   | - ティエリー・ペリエ - シルヴァマ・モーター       | - ティエリー・ペリエ - ベルナール・サラム - Gianni Giudici                        | ランチア・ベータ・モンテカルロ                       | D      | 219    |
| 22 DNF | Gr.5     | 65   | - ティエリー・ペリエ - シルヴァマ・モーター       | - ティエリー・ペリエ - ベルナール・サラム - Gianni Giudici                        | ランチア・1,425cc直列4気筒ターボ                     | D      | 219    |
| 23 DNF | Gr.6     | 50   | マルティニ・レーシング                            | - リカルド・パトレーゼ - ハンス･ハイヤー - ピエルカルロ・ギンザーニ               | ランチア・LC1                                        | P      | 152    |
| 23 DNF | Gr.6     | 50   | マルティニ・レーシング                            | - リカルド・パトレーゼ - ハンス･ハイヤー - ピエルカルロ・ギンザーニ               | ランチア・1,425cc直列4気筒ターボ                     | P      | 152    |
| 24 DNF | IMSA GTX | 83   | マツダスピード                                    | - トム・ウォーキンショー - チャック・ニコルソン - ピーター・ラベット              | マツダ・RX-7 254                                     | D      | 180    |
| 24 DNF | IMSA GTX | 83   | マツダスピード                                    | - トム・ウォーキンショー - チャック・ニコルソン - ピーター・ラベット              | マツダ・13B型1,308cc2ローター                        | D      | 180    |
| 25 DNF | Gr.5     | 75   | クロード・ハルディ                                | - クロード・ハルディ - ロドリーゴ・テラン - フランソワ・エスノー                  | ポルシェ・935K3                                      | D      | 141    |
| 25 DNF | Gr.5     | 75   | クロード・ハルディ                                | - クロード・ハルディ - ロドリーゴ・テラン - フランソワ・エスノー                  | ポルシェ・935型2.8リットル水平対向6気筒ターボ        | D      | 141    |
| 26 DNF | Gr.C     | 26   | ジャッキーハラン                                  | - Vivian Candy - ジャッキー・ハラン - エルヴェ・プーラン                          | ロンドー・M379                                       | A      | 149    |
| 26 DNF | Gr.C     | 26   | ジャッキーハラン                                  | - Vivian Candy - ジャッキー・ハラン - エルヴェ・プーラン                          | フォード・コスワース・DFV型2,993ccV型8気筒           | A      | 149    |
| 27 DNF | Gr.C     | 10   | WM・エッソ                                        | - ロジャー・ドーシェイ - アラン・カウダーク - ガイ・フレケリン                    | WM・P82                                              | M      | 112    |
| 27 DNF | Gr.C     | 10   | WM・エッソ                                        | - ロジャー・ドーシェイ - アラン・カウダーク - ガイ・フレケリン                    | プジョー・PRV型2,849ccV型6気筒ターボ                 | M      | 112    |
| 28 DNF | Gr.C     | 12   | オティス・オトモビル・ロンドー                    | - アンリ・ペスカロロ - ジャン・ラニョッティ - ジャン・ロンドー                    | ロンドー・M382                                       | D      | 146    |
| 28 DNF | Gr.C     | 12   | オティス・オトモビル・ロンドー                    | - アンリ・ペスカロロ - ジャン・ラニョッティ - ジャン・ロンドー                    | フォード・コスワース・DFL型4.0リットルV型8気筒       | D      | 146    |
| 29 DNF | IMSA GTO | 86   | B.F.グッドリッチ                                  | - パトリック・ビダード - ポール・ミラー - マンフレッド・シュルティ                | ポルシェ・924カレラGTR                               | BF     | 128    |
| 29 DNF | IMSA GTO | 86   | B.F.グッドリッチ                                  | - パトリック・ビダード - ポール・ミラー - マンフレッド・シュルティ                | ポルシェ・M31/70型1,983cc直列4気筒ターボ             | BF     | 128    |
| 30 DNF | Gr.C     | 35   | クラージュ・コンペティション                      | - イブ・クラージュ - ジャン＝フィリップ・グラン - ミシェル・デュボワ              | クーガー・C01                                        | ?      | 78     |
| 30 DNF | Gr.C     | 35   | クラージュ・コンペティション                      | - イブ・クラージュ - ジャン＝フィリップ・グラン - ミシェル・デュボワ              | フォード・コスワース・DFL型3.3リットルV型8気筒       | ?      | 78     |
| 31 DNF | Gr.C     | 11   | Malardeau・オトモビル・ロンドー                   | - フランソワ・ミゴール - ゴードン・スパイス - グザヴィエ・ラペイル                | ロンドー・M382                                       | D      | 150    |
| 31 DNF | Gr.C     | 11   | Malardeau・オトモビル・ロンドー                   | - フランソワ・ミゴール - ゴードン・スパイス - グザヴィエ・ラペイル                | フォード・コスワース・DFL型4.0リットルV型8気筒       | D      | 150    |
| 32 DNF | IMSA GTO | 85   | トニー・ガルシア                                  | - トニー・ガルシア - フレッド・スティッフ - アルバート・ナオン                    | BMW・M1                                              | G      | 104    |
| 32 DNF | IMSA GTO | 85   | トニー・ガルシア                                  | - トニー・ガルシア - フレッド・スティッフ - アルバート・ナオン                    | BMW・M88型3,453cc直列6気筒                           | G      | 104    |
| 33 DNF | Gr.C     | 9    | WM・エッソ                                        | - ジャン＝ダニエル・ローレ - Didier Theys - ミシェル・ピニャール                  | WM・P82                                              | M      | 127    |
| 33 DNF | Gr.C     | 9    | WM・エッソ                                        | - ジャン＝ダニエル・ローレ - Didier Theys - ミシェル・ピニャール                  | プジョー・PRV型2,849ccV型6気筒ターボ                 | M      | 127    |
| 34 DNF | Gr.C     | 36   | 童夢                                              | - クリス・クラフト - エリセオ・サラザール                                         | 童夢・RC82                                           | D      | 85     |
| 34 DNF | Gr.C     | 36   | 童夢                                              | - クリス・クラフト - エリセオ・サラザール                                         | フォード・コスワース・DFL型3.3リットルV型8気筒       | D      | 85     |
| 35 DNF | Gr.C     | 24   | オティス・オトモビル・ロンドー                    | - ジャン＝ピエール・ジョッソー - アンリ・ペスカロロ                               | ロンドー・M382                                       | D      | 111    |
| 35 DNF | Gr.C     | 24   | オティス・オトモビル・ロンドー                    | - ジャン＝ピエール・ジョッソー - アンリ・ペスカロロ                               | フォード・コスワース・DFL型4.0リットルV型8気筒       | D      | 111    |
| 36 DNF | Gr.6     | 51   | マルティニ・レーシング                            | - ミケーレ・アルボレート - テオ・ファビ - ロルフ・シュトメレン                    | ランチア・LC1                                        | P      | 92     |
| 36 DNF | Gr.6     | 51   | マルティニ・レーシング                            | - ミケーレ・アルボレート - テオ・ファビ - ロルフ・シュトメレン                    | ランチア・1,425cc直列4気筒ターボ                     | P      | 92     |
| 37 DNF | Gr.C     | 14   | マーチ                                            | - エイエ・エリジュ - ジェフ・ウッド - パトリック・ネーヴェ                        | マーチ・82G                                          | G      | 78     |
| 37 DNF | Gr.C     | 14   | マーチ                                            | - エイエ・エリジュ - ジェフ・ウッド - パトリック・ネーヴェ                        | シボレー・5.8リットルV型8気筒                        | G      | 78     |
| 38 DNF | Gr.C     | 7    | - ドイツ・フォード - ザクスピード                 | - マンフレッド・ヴィンケルホック - クラウス・ニーヅビーズ                         | フォード・C100                                       | G      | 71     |
| 38 DNF | Gr.C     | 7    | - ドイツ・フォード - ザクスピード                 | - マンフレッド・ヴィンケルホック - クラウス・ニーヅビーズ                         | フォード・コスワース・DFL型4.0リットルV型8気筒       | G      | 71     |
| 39 DNF | IMSA GTO | 84   | キヤノンカメラGTiエンジニアリング                 | - リチャード・ロイド - アンディ・ロウズ                                           | ポルシェ・924カレラGTR                               | ?      | 77     |
| 39 DNF | IMSA GTO | 84   | キヤノンカメラGTiエンジニアリング                 | - リチャード・ロイド - アンディ・ロウズ                                           | ポルシェ・M31/70型1,983cc直列4気筒ターボ             | ?      | 77     |
| 40 DNF | Gr.C     | 16   | Ultramar・チーム・ローラ                          | - ガイ・エドワーズ - ニック・フォール - ルパート・キーガン                        | ローラ・T610                                         | A      | 72     |
| 40 DNF | Gr.C     | 16   | Ultramar・チーム・ローラ                          | - ガイ・エドワーズ - ニック・フォール - ルパート・キーガン                        | フォード・コスワース・DFL型4.0リットルV型8気筒       | A      | 72     |
| 41 DNF | Gr.C     | 20   | BASFカセッテン・チームGSスポルト                  | - ハンス＝ヨアヒム・スタック - ジャン＝ルイ・シュレッサー - ディーター･クエスター | ザウバー・SHS C6                                     | D      | 76     |
| 41 DNF | Gr.C     | 20   | BASFカセッテン・チームGSスポルト                  | - ハンス＝ヨアヒム・スタック - ジャン＝ルイ・シュレッサー - ディーター･クエスター | フォード・コスワース・DFL型4.0リットルV型8気筒       | D      | 76     |
| 42 DNF | Gr.C     | 19   | BASFカセッテン・チームGSスポルト                  | - ウォルター・ブルン - ジークフリート・ミュラーJr.                                | ザウバー・SHS C6                                     | D      | 55     |
| 42 DNF | Gr.C     | 19   | BASFカセッテン・チームGSスポルト                  | - ウォルター・ブルン - ジークフリート・ミュラーJr.                                | フォード・コスワース・DFL型4.0リットルV型8気筒       | D      | 55     |
| 43 DNF | Gr.C     | 6    | - ドイツ・フォード - ザクスピード                 | - クラウス・ルートヴィッヒ - マルク・スレール - マンフレッド・ヴィンケルホック    | フォード・C100                                       | G      | 67     |
| 43 DNF | Gr.C     | 6    | - ドイツ・フォード - ザクスピード                 | - クラウス・ルートヴィッヒ - マルク・スレール - マンフレッド・ヴィンケルホック    | フォード・コスワース・DFL型4.0リットルV型8気筒       | G      | 67     |
| 44 DNF | Gr.C     | 39   | ドーセット・レーシング・アソシエイツ              | - マイク・ワイルズ - フランソワ・デュレ - イアン・ハローワー                      | ドゥ・カデネ-ローラ・LM                              | ?      | 56     |
| 44 DNF | Gr.C     | 39   | ドーセット・レーシング・アソシエイツ              | - マイク・ワイルズ - フランソワ・デュレ - イアン・ハローワー                      | フォード・コスワース・DFV型2,993ccV型8気筒           | ?      | 56     |
| 45 DNF | Gr.6     | 55   | シェブロンレーシングカーズ                        | - マーティン・ビレーン - ジョン・シェルドン - ニール・クラング                    | シェブロン・B36                                      | A      | 57     |
| 45 DNF | Gr.6     | 55   | シェブロンレーシングカーズ                        | - マーティン・ビレーン - ジョン・シェルドン - ニール・クラング                    | フォード・コスワース・BDX型2.0リットル直列4気筒      | A      | 57     |
| 46 DNF | IMSA GTX | 71   | シャルル・ポジー・フェラーリ・フランス            | - ジャン・クロード・アンドリュー - クロード・バロー＝レナ                         | フェラーリ・512BB/LM                                 | M      | 57     |
| 46 DNF | IMSA GTX | 71   | シャルル・ポジー・フェラーリ・フランス            | - ジャン・クロード・アンドリュー - クロード・バロー＝レナ                         | フェラーリ・4,942cc180度V型12気筒                    | M      | 57     |
| 47 DNF | Gr.C     | 31   | ニムロッド・レーシング                            | - ティフ・ニーデル - ボブ・エバンス - ジェフ・リース                              | ニムロッド・NRA/C2                                   | A      | 55     |
| 47 DNF | Gr.C     | 31   | ニムロッド・レーシング                            | - ティフ・ニーデル - ボブ・エバンス - ジェフ・リース                              | アストンマーティン-Tickford・DP1229型5,340ccV型8気筒 | A      | 55     |
| 48 DNF | Gr.C     | 30   | ミシェル・ラテステ                                | - Hubert Striebig - ミシェル・ラテステ - ジャック・ユクラン                       | URD・C81                                             | D      | 45     |
| 48 DNF | Gr.C     | 30   | ミシェル・ラテステ                                | - Hubert Striebig - ミシェル・ラテステ - ジャック・ユクラン                       | BMW・M88型3,453cc直列6気筒                           | D      | 45     |
| 49 DNF | IMSA GTX | 73   | - T-バード・レーシング - NART                     | - プレストン・ヘン - ランディ・ラニエ - デニス・モリン                            | フェラーリ・512BB/LM                                 | M      | 43     |
| 49 DNF | IMSA GTX | 73   | - T-バード・レーシング - NART                     | - プレストン・ヘン - ランディ・ラニエ - デニス・モリン                            | フェラーリ・4,942cc180度V型12気筒                    | M      | 43     |
| 50 DNF | Gr.5     | 64   | エドガー・デーレン                                | - エドガー・デーレン - ビリー・スプラウルズ - アントニオ・コントレラス            | ポルシェ・935K3                                      | D      | 39     |
| 50 DNF | Gr.5     | 64   | エドガー・デーレン                                | - エドガー・デーレン - ビリー・スプラウルズ - アントニオ・コントレラス            | ポルシェ・935型3.0リットル水平対向6気筒ターボ        | D      | 39     |
| 51 DNF | Gr.C     | 29   | ギャレットソン・デヴェロップメンツ                | - ボビー・レイホール - Skeeter McKitterick - ジム・トゥルーマン                   | マーチ・82G                                          | G      | 28     |
| 51 DNF | Gr.C     | 29   | ギャレットソン・デヴェロップメンツ                | - ボビー・レイホール - Skeeter McKitterick - ジム・トゥルーマン                   | シボレー・5.8リットルV型8気筒                        | G      | 28     |
| 52 DNF | Gr.C     | 17   | クック・レーシング - Malardeau                    | - ブライアン・レッドマン - ラルフ・ケントクック - ジム・アダムス                  | ローラ・T610                                         | G      | 28     |
| 52 DNF | Gr.C     | 17   | クック・レーシング - Malardeau                    | - ブライアン・レッドマン - ラルフ・ケントクック - ジム・アダムス                  | フォード・コスワース・DFL型4.0リットルV型8気筒       | G      | 28     |
| 53 DNF | IMSA GTX | 76   | ボブ・エイキン・モーターレーシング                | - ボブ・エイキン - デビッド・コワート - ケンパー・ミラー                          | ポルシェ・935L                                       | G      | 15     |
| 53 DNF | IMSA GTX | 76   | ボブ・エイキン・モーターレーシング                | - ボブ・エイキン - デビッド・コワート - ケンパー・ミラー                          | ポルシェ・935型2.8リットル水平対向6気筒ターボ        | G      | 15     |
| 54 DNF | Gr.C     | 5    | ポルシェ・クレマー・レーシング                    | - テッド・フィールド - ダニー・オンガイス - ビル・ウィッティントン                | ポルシェ-クレマー・CK5                               | G      | 25     |
| 54 DNF | Gr.C     | 5    | ポルシェ・クレマー・レーシング                    | - テッド・フィールド - ダニー・オンガイス - ビル・ウィッティントン                | ポルシェ・935型2.8リットル水平対向6気筒ターボ        | G      | 25     |
| 55 DNF | Gr.C     | 37   | グリッド・レーシング                              | - デジレ・ウィルソン - エミリオ・デ・ヴィロタ - アラン・ドゥ・カデネ              | グリッド・プラザS1                                   | D      | 7      |
| 55 DNF | Gr.C     | 37   | グリッド・レーシング                              | - デジレ・ウィルソン - エミリオ・デ・ヴィロタ - アラン・ドゥ・カデネ              | フォード・コスワース・DFL型3.3リットルV型8気筒       | D      | 7      |